# Peperomia jamesoniana
Peperomia jamesoniana är en pepparväxtart som beskrevs av C. Dc.. Peperomia jamesoniana ingår i släktet peperomior, och familjen pepparväxter. Inga underarter finns listade i Catalogue of Life.